# Stenoporpia pullata
Stenoporpia pullata là một loài bướm đêm trong họ Geometridae.